# Mindy Cohn
Mindy Cohn, nome d'arte di Melinda Heather Cohn (Los Angeles, 20 maggio 1966), è un'attrice, cabarettista e doppiatrice statunitense.
È nota per il ruolo di Natalie Green in L'albero delle mele e per essere la voce di Velma Dinkley di Scooby-Doo dal 2002 al 2015.

## Biografia

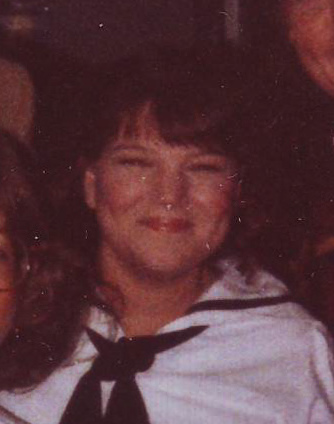
Mindy Cohn da bambina

Mindy Cohn è nata a Los Angeles, California, ed è di religione ebraica. È stata scoperta dall'attrice Charlotte Rae quando lei e gli altri produttori de L'albero delle mele visitarono la Westlake School di Bel Air. Ha interpretato il personaggio di Natalie (ebrea come lei) per tutta la durata della serie, in aggiunta ai tre film collegati a essa. 
La Cohn ha continuato la sua carriera di attrice al di fuori de L'albero delle mele. Nel 1986, è apparsa in Il ragazzo che sapeva volare nel ruolo di Geneva. Ha fatto anche apparizioni in programmi televisivi popolari, tra cui Baby Sitter (dove interpretava Bunny, una giovane alcolista, in un episodio del 1988), e due apparizioni nella seconda stagione del dramma poliziesco 21 Jump Street (interpretando Rosa, nel 1987 e nel 1988). È apparsa in un episodio di Hot in Cleveland (13 luglio 2011), in La vita segreta di una teenager americana (26 marzo 2012) e in The Middle (21 maggio 2014).
Attiva anche come doppiatrice, ha tra l'altro dato voce a Velma Dinkley in LEGO Dimensions.

## Vita privata
Si è laureata in antropologia culturale alla Loyola Marymount University ed è uno dei membri fondatori di un centro di supporto per i malati di cancro.  È anche una forte sostenitrice della Comunità LGBT e ha dichiarato che è orgogliosa di essere una fag hag. Non è sposata e non ha figli. Vive a Beverly Hills.

## Filmografia

### Attrice

#### Cinema
- Il ragazzo che sapeva volare (The Boy Who Could Fly), regia di Nick Castle (1986)
- Le due facce di un assassino (Alone with Stranger), regia di Peter Liapis (2001)
- Swing, regia di Martin Guigui (2003)
- Il desiderio più grande (The Third Wish), regia di Shelley Jensen (2005)
- Tutti i numeri del sesso (Sex end Death 101), regia di Daniel Waters (2007)
- Violet Tendencies, regia di Casper Andreas (2010)
- You're Killing Me, regia di Jim Hansen (2015)
- Guida sexy per brave ragazze (A Nice Girl Like You), regia di Chris Riedell e Nick Riedell (2020)

#### Televisione
- L'albero delle mele (The Facts of Life) - serie TV, 200 episodi (1979-1988)
- Il mio amico Arnold (Diff'rent Strokes) - serie TV, 2 episodi (1980-1981)
- Me and Maxx - serie TV,1 episodio (1980)
- The Facts of Life Goes to Paris, regia di Asaad Kelada - film TV (1982)
- Friday Night Videos - serie TV, 1 episodio (1983)
- Double Trouble - serie TV, 1 episodio (1985)
- The Facts of Life Down Under, regia di Stuart Margolin - film TV(1987)
- 21 Jump Street - serie TV, 2 episodi (1987-1988)
- Baby Sitter (Charles in Charge) - serie TV, 1 episodio (1988)
- Dream On - serie TV, 1 episodio (1991)
- The Second Half - serie TV, 13 episodi (1993-1994)
- Susan - serie TV, 1 episodio (1999)
- Quattro amiche, nuovi amori (The Facts of Life Reunion) - film TV (2001)
- One on One - serie TV, 1 episodio (2003)
- Hot in Cleveland - serie TV, 1 episodio (2011)
- La vita segreta di una teenager americana (The Secret Life of the American Teenager) - serie TV, 8 episodi (2012)
- The Middle - serie TV, episodio 5x24 (2014)
- Bones - serie TV, episodio 10x08 (2014)
- Palm Royale - serie TV, 8 episodi (2024)

### Doppiatrice

#### Cinema
- Scooby-Doo e il mostro di Loch Ness, regia di Joe Sichta (2004)
- Aloha, Scooby-Doo!, regia di Tim Maltby (2005)
- Scooby-Doo e la mummia maledetta, regia di Joe Sichta (2005)
- Scooby-Doo e i pirati dei Caraibi, regia di Chuck Sheetz (2006)
- Stai fresco, Scooby-Doo!, regia di Joe Sichta (2007)
- Scooby-Doo e il re dei Goblin, regia di Joe Sichta (2008)
- Scooby-Doo e la spada del Samurai, regia di Christopher Berkeley (2009)
- Scooby-Doo Abracadabradoo, regia di Spike Brandt e Tony Cervone (2010)
- Scooby-Doo! Paura al campo estivo, regia di Ethan Spaulding (2010)
- Scooby-Doo! La leggenda del Fantosauro, regia di Ethan Spaulding (2011)
- Scooby-Doo! e il Festival dei vampiri, regia di David Block (2012)
- Scooby-Doo! e il palcoscenico stregato, regia di Victor Cook (2013)

#### Televisione
- Le nuove avventure di Scooby-Doo - serie animata, 41 episodi (2002-2006)
- Il laboratorio di Dexter - serie animata, 1 episodio (2003)
- Kim Possible - serie animate, 1 episodio (2003)
- I Griffin - serie animata, 1 episodio (2006)
- Shaggy e Scooby-Doo - serie animata, 2 episodi (2006)
- Scooby-Doo! Mystery Incorporated - serie animata, 52 episodi (2010-2013)
- Batman: The Brave and the Bold - serie animata, 1 episodio (2011)

#### Videogiochi
- Scooby-Doo! Mystery Mayhem (2004)
- Scooby-Doo! Unmasked (2005)
- Scooby-Doo! First Frights (2009)
- Scooby-Doo! and the Spooky Swamp (2010)
- LEGO Dimensions (2015)

## Doppiatrici italiane
Nelle versioni in italiano delle opere in cui ha recitato, Mindy Cohn è stata doppiata da:
- Francesca Guadagno in Tutti i numeri del sesso, Guida sexy per brave ragazze, Palm Royale
- Cinzia Bruno ne L'albero delle mele (2a voce)
- Gabriella Andreini in Arnold
- Giovanna Papandrea ne I ragazzi della 402
- Cristina Piras in The Middle

Da doppiatrice, è stata sostituita da:
- Rachele Paolelli in Le nuove avventure di Scooby-Doo, Scooby-Doo! Paura al campo estivo, Shaggy e Scooby-Doo, Scooby-Doo! Mystery Incorporated, Batman: The Brave and the Bold

## Riconoscimenti
Nel 2003 la Cohn è stata nominata per un Daytime Emmy Award per aver lavorato al programma televisivo Le nuove avventure di Scooby-Doo, per il doppiaggio di Velma. Ha doppiato il personaggio anche Scooby-Doo! Mystery Incorporated e in diversi film della serie.
È stata valutata positivamente dal magazine Variety per il ruolo di Trixie nel film del 2007 di Daniel Waters, Tutti i numeri del sesso.
Il suo nome è incluso nella Young Hollywood Hall of Fame (1980's)